# Я — Водолаз-2
«Я — Водолаз-2» (рос. «Я — Водолаз-2») — український радянський художній фільм 1975 року режисера Володимира Хмельницького.

## Сюжет
Чорне море. Бригада водолазів займаються підйомом затонулих кораблів. Бригадир водолазів Андрій, сміливий і безкомпромісний, називає себе «Водолазом-2», бо першим номером залишається Нептун...

## У ролях
- Леонід Дьячков
- Олександр Мілютін
- Євген Леонов-Гладишев
- Лесь Сердюк
- Віктор Маляревич
- Микола Бармин
- Любов Румянцева
- Антоніна Лефтій
- Дмитро Франько
- Аракел Семенов
- Інга Третьякова
- Інна Федорова
- Олег Мокшанцев
- Анатолій Семенов

## Творча група
- Сценаристи: Віталій Коротич, Володимир Хмельницький
- Режисер-постановник: Володимир Хмельницький
- Оператор-постановник: Юрій Гармаш
- Художники-постановники: Юрій Богатиренко, Юрій Горобець
- Композитор: Ігор Космачов
- Режисер: В. Вінников
- Оператор: Олександр Чорний
- Звукорежисер: Володимир Фролков
- Режисер монтажу: В. Бейліс
- Художник по гриму: Н. Ситиникова
- Художник по костюмах: Олександра Петрова
- Художники-декоратори: Павло Холщевников, Євгенія Ліодт
- Оператор підводних і комбінованих зйомок: Борис Мачерет
- Художник комбінованих зйомок: Іван Пуленко
- Редактор: І. Алєєвська
- Художній керівник: Юлій Карасик
- Директор: О. Галкін